# Capilla de San Gregorio (Catedral de Sevilla)

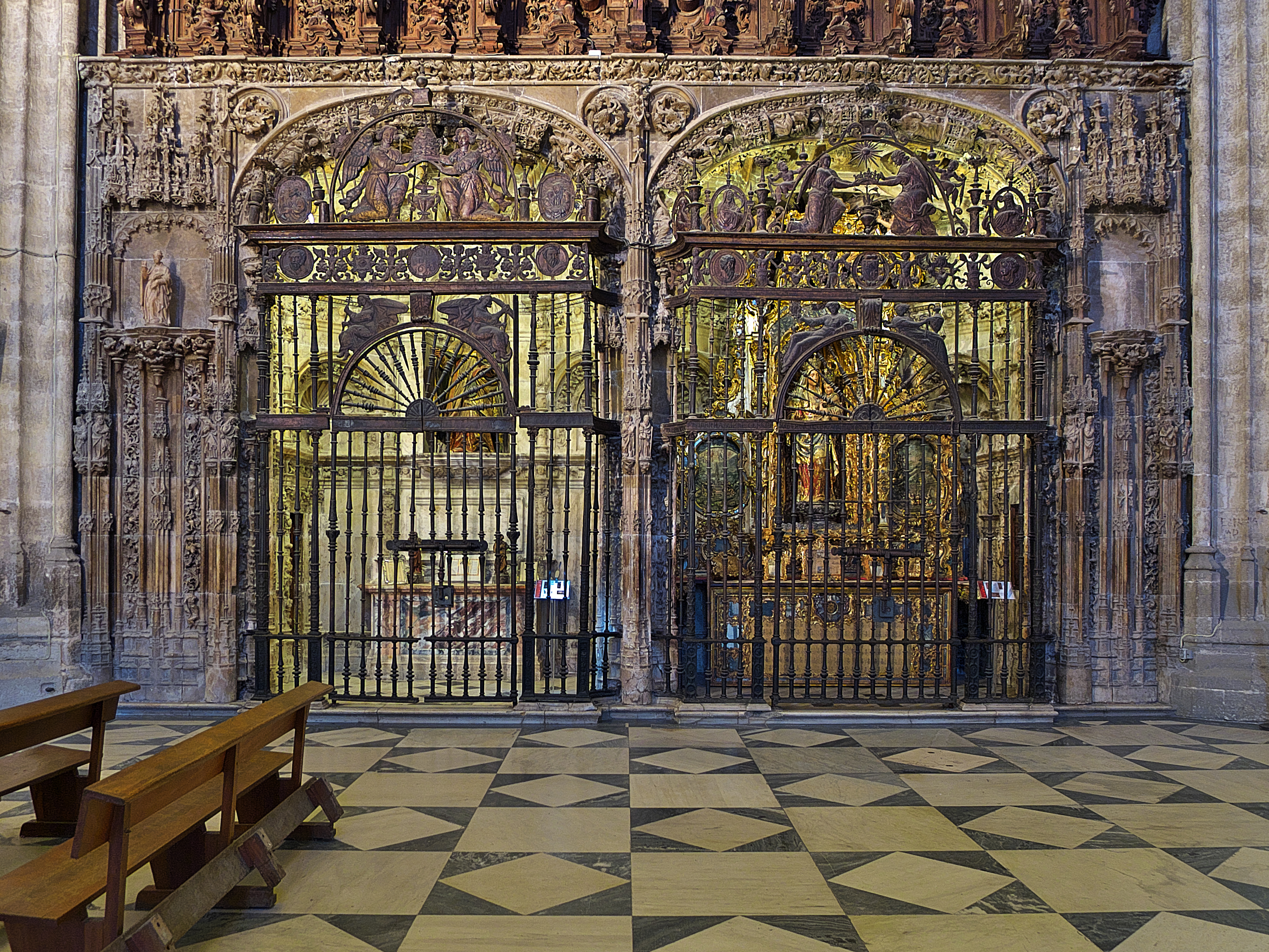
La capilla de San Gregorio, a la izquierda de la imagen. (Catedral de Sevilla).

La capilla de San Gregorio Magno de la Catedral de Sevilla pertenece al conjunto de las Capillas de los Alabastros.

## Descripción
Comenzaron a construirse en 1515 por Juan Gil de Hontañón. Fueron terminadas, alrededor de dos décadas después, por Diego de Riaño. En la talla de las esculturas que adornan las capillas intervino el aragonés Nicolás Lobato, autor del coro de la Catedral-Basílica de Nuestra Señora del Pilar de Zaragoza.
Esta capilla posee una reja, hecha aproximadamente en 1650. La hornacina principal del recinto custodia una imagen del santo sosteniendo un libro, en cuyo interior aparece la firma de Manuel García de Santiago, escultor de la obra.